# 布雷諾大学
布雷諾大學（英語：Brenau University）是一所私立的非營利性本科和研究生水平的高等教育機構，擁有多個校區和在線課程。

## 历史
該大學成立於1878年，占地57英畝，位於美国喬治亞州的蓋恩斯維爾。該大學招收了來自約48個州和17個國家的3,500多名學生，他們尋求從兩年制員工到博士學位的學位。在喬治亞州機構的主校區包括布雷諾女子學院與其他校園奧古斯塔，兩個地鐵亞特蘭大的位置諾克羅斯和費爾本，並在校園佛羅里達州傑克遜維爾。
布雷諾大學成立于1878年，是一所私立女性教育机构。该机构的第一任管理员WC威尔克斯因建造今天仍然存在的许多历史建筑而备受赞誉。虽然创始人最初称乔治亚州浸信会女性神学院，但它从未与任何宗教组织有任何关联或统治。多年来，Brenau从一所专有学院发展成为一个由独立董事会管理的非营利机构。